# Nana Nebieridze
Nana Nebieridze (ur. 21 czerwca 1975) – gruzińska skoczkini do wody.

## Życiorys
Uczestniczyła w Letnich Igrzyskach Olimpijskich w 2000 roku, zajmując 26 miejsce w konkurencji Platforma - 10 m. 